# Nagroda Grammy w kategorii Best Solo Rock Vocal Performance
Nagroda Grammy w kategorii Best Solo Rock Vocal Performance została przyznana w latach 1988, 1992, 1994 i 2005–2011. W latach tych była przyznana jako połączenie i w zastępstwie dwóch kategorii, Best Male Rock Vocal Performance i Best Female Rock Vocal Performance. Nagroda przyznawana była za nagrania/prace zarejestrowane w roku poprzedzającym daną nominację.

## Wiek XXI
- Nagroda Grammy w 2011
  - Paul McCartney za "Helter Skelter"

- Nagroda Grammy w 2010
  - Bruce Springsteen za "Working on a Dream"

- Nagroda Grammy w 2009
  - John Mayer za "Gravity"
- Nagroda Grammy w 2008
  - Bruce Springsteen za "Radio Nowhere"
- Nagroda Grammy w 2007
  - Bob Dylan za "Someday Baby"
- Nagroda Grammy w 2006
  - Bruce Springsteen za "Devils & Dust"
- Nagroda Grammy w 2005
  - Bruce Springsteen za "Code of Silence"

## Lata 90. XX wieku
- Nagroda Grammy w 1994
  - Meat Loaf za "I’d Do Anything for Love (But I Won’t Do That)"
- Nagroda Grammy w 1992
  - Bonnie Raitt za "Luck of the Draw"

## Lata 80. XX wieku
- Nagroda Grammy w 1988
  - Bruce Springsteen za "Tunnel of Love"